# Darganga
Darganga (mongoliska: Дарьганга Сум, Darĭganga, Дарьганга, Darĭganga Sum) är ett distrikt i Mongoliet.   Det ligger i provinsen Süchbaatar, i den östra delen av landet, 600 km sydost om huvudstaden Ulaanbaatar.